# Xã Washington, Quận Newton, Indiana
Xã Washington (tiếng Anh: Washington Township) là một xã thuộc quận Newton, tiểu bang Indiana, Hoa Kỳ. Năm 2010, dân số của xã này là 322 người.